# Ферзиково (село)
Ферзиково (рос. Ферзиково) — село в Ферзиковському районі Калузької області Російської Федерації.
Населення становить 628 осіб. Входить до складу муніципального утворення село Ферзиково.

## Історія
Від 2004 року входить до складу муніципального утворення село Ферзиково

## Населення
| 2002 | 2010 | 2011 |
| ---- | ---- | ---- |
| 516  | ↗531 | ↗628 |